# 4세기
4세기는 301년부터 400년까지의 시기를 일컫는 말이다. 서양에서는 이 시기에 로마 황제로는 처음으로 기독교를 용인한 콘스탄티누스 1세가 존재했던 시기이다. 중국에서는 서진이 중국을 통일한지 얼마 되지 않은 시점에서 팔왕의 난을 겪었던 때이며 대한민국에서는 고구려, 백제, 신라간의 삼국시대가 이루어졌던 때이다.

## 년대와 년도
| 290년대 | 290 | 291 | 292 | 293 | 294 | 295 | 296 | 297 | 298 | 299 |
| 300년대 | 300 | 301 | 302 | 303 | 304 | 305 | 306 | 307 | 308 | 309 |
| 310년대 | 310 | 311 | 312 | 313 | 314 | 315 | 316 | 317 | 318 | 319 |
| 320년대 | 320 | 321 | 322 | 323 | 324 | 325 | 326 | 327 | 328 | 329 |
| 330년대 | 330 | 331 | 332 | 333 | 334 | 335 | 336 | 337 | 338 | 339 |
| 340년대 | 340 | 341 | 342 | 343 | 344 | 345 | 346 | 347 | 348 | 349 |
| 350년대 | 350 | 351 | 352 | 353 | 354 | 355 | 356 | 357 | 358 | 359 |
| 360년대 | 360 | 361 | 362 | 363 | 364 | 365 | 366 | 367 | 368 | 369 |
| 370년대 | 370 | 371 | 372 | 373 | 374 | 375 | 376 | 377 | 378 | 379 |
| 380년대 | 380 | 381 | 382 | 383 | 384 | 385 | 386 | 387 | 388 | 389 |
| 390년대 | 390 | 391 | 392 | 393 | 394 | 395 | 396 | 397 | 398 | 399 |
| 400년대 | 400 | 401 | 402 | 403 | 404 | 405 | 406 | 407 | 408 | 409 |

## 4세기의 사건
- 4세기 초반 독일의 트리어가 만들어졌다.
- 301년: 아르메니아 왕국이 국교로 기독교를 받아들였다.
- 313년: 콘스탄티누스 1세가 밀라노 칙령을 통해 로마 제국의 기독교 박해를 끝냈다.
- 고구려가 한나라의 군현인 낙랑군을 점령함
- 324년: 콘스탄티누스 1세가 로마 제국의 수도를 비잔티움으로 옮겼다.
- 325년 ~ 328년: 악숨 왕국이 기독교를 받아들였다.
- 325년: 제1차 니케아 공의회가 열렸다.
- 335년 ~ 380년: 사무드라굽타가 굽타 제국을 확장했다.
- 369년 ~ 371년: 백제의 근초고왕이 고구려를 침공하여 전쟁을 일으켰다.

## 4세기의 인물
- 근초고왕: 백제의 13대 왕
- 사무드라굽타: 굽타 제국의 황제
- 아르카디우스: 동로마 제국의 황제
- 아일리아 에우독시아: 비잔티움의 왕비
- 알라리쿠스 1세: 초대 서고트의 왕
- 콘스탄티누스 1세: 로마 제국의 황제